# Мюллер, Ксено
Ксено Мюллер (нем. Xeno Müller, род. 7 августа 1972 года, Цюрих, Швейцария) — американско-швейцарский гребец, чемпион летних Олимпийских игр 1996 года в турнире одиночек, серебряный призёр летних Олимпийских игр 2000 года, трёхкратный серебряный призёр чемпионатов мира.

## Спортивная биография
Заниматься академической греблей Мюллер начал в 1983 году. Первым чемпионатом в составе сборной Швейцарии для Ксено стал юниорский чемпионат мира 1990 года, где он стал бронзовым призёром. С 1991 года Мюллер стал выступать на взрослом уровне. На своём первом чемпионате мира швейцарский гребец не смог выйти в главный финал, заняв итоговое 11-е место. Спустя год Мюллер дебютировал на летних Олимпийских играх. Молодой гребец не смог составить конкуренцию более опытным соперником и выбыл в полуфинале, заняв затем последнее место в финале B. В это же время Мюллер переехал в США, где стал учиться в Брауновском университете, продолжая активно заниматься греблей. В 1993 году Ксено попробовал себя в двойках парных, но через год вернулся в одиночки и сразу стал серебряным призёром чемпионата мира.
На летних Олимпийских играх 1996 года Мюллер ни в одном из заездов соревнований одиночек не оставлял своим соперникам ни единого шанса. На каждой стадии соревнований швейцарский гребец показывал абсолютно лучшее время среди всех участников. В финальном заезде Мюллер прошёл дистанцию за 6:44,85, что стало новым лучшим олимпийским временем. Этот результат продержался 16 лет, пока его не побил в 2012 году бельгиец Тим Майенс, показавший результат 6:42,52. Золото Мюллера также стало первым для Швейцарии в гребле с 1928 года. В 1998 и 1999 годах Мюллер дважды подряд становился серебряным призёром мировых первенств, уступая только новозеландцу Робу Уодделлу.
Не смог Мюллер обогнать Уоддела и в 2000 году на летних Олимпийских играх в Сиднее. В соревнованиях одиночек Ксено уверенно пробился в финале, но стал там только вторым, уступив новозеландскому гребцу 1,65 с. После окончания Игр Мюллер ещё однажды пробился в финал чемпионата мира, где занял 5-е место. В 2002 году Мюллер завершил спортивную карьеру. В начале 2004 года Мюллер получил американское гражданство. Мюллер пытался отобраться в состав сборной США для участия в Олимпийских играх, но принял решение отказаться от поездки в Афины.

## Личная жизнь
- Жена — Эрин, четверо детей.